# Гриваста качка
Гриваста качка (Chenonetta) — рід водних птахів родини качкових (Anatidae). Включає два види, один з який поширений в Австралії, інший вимер у 17 столітті у Новій Зеландії.

## Опис
Довжина тіла 44–56 см, розмах крил 78–80 см; маса тіла самців 700—955 г, самиць — 662—984 г.

## Види
- Качка гриваста (Chenonetta jubata)
- †Качка Фінча[2] (Chenonetta finschi)